# Quercus brittonii
Quercus brittonii är en bokväxtart som beskrevs av William Thompson Davis. Quercus brittonii ingår i släktet ekar, och familjen bokväxter. Inga underarter finns listade.